# Остюк

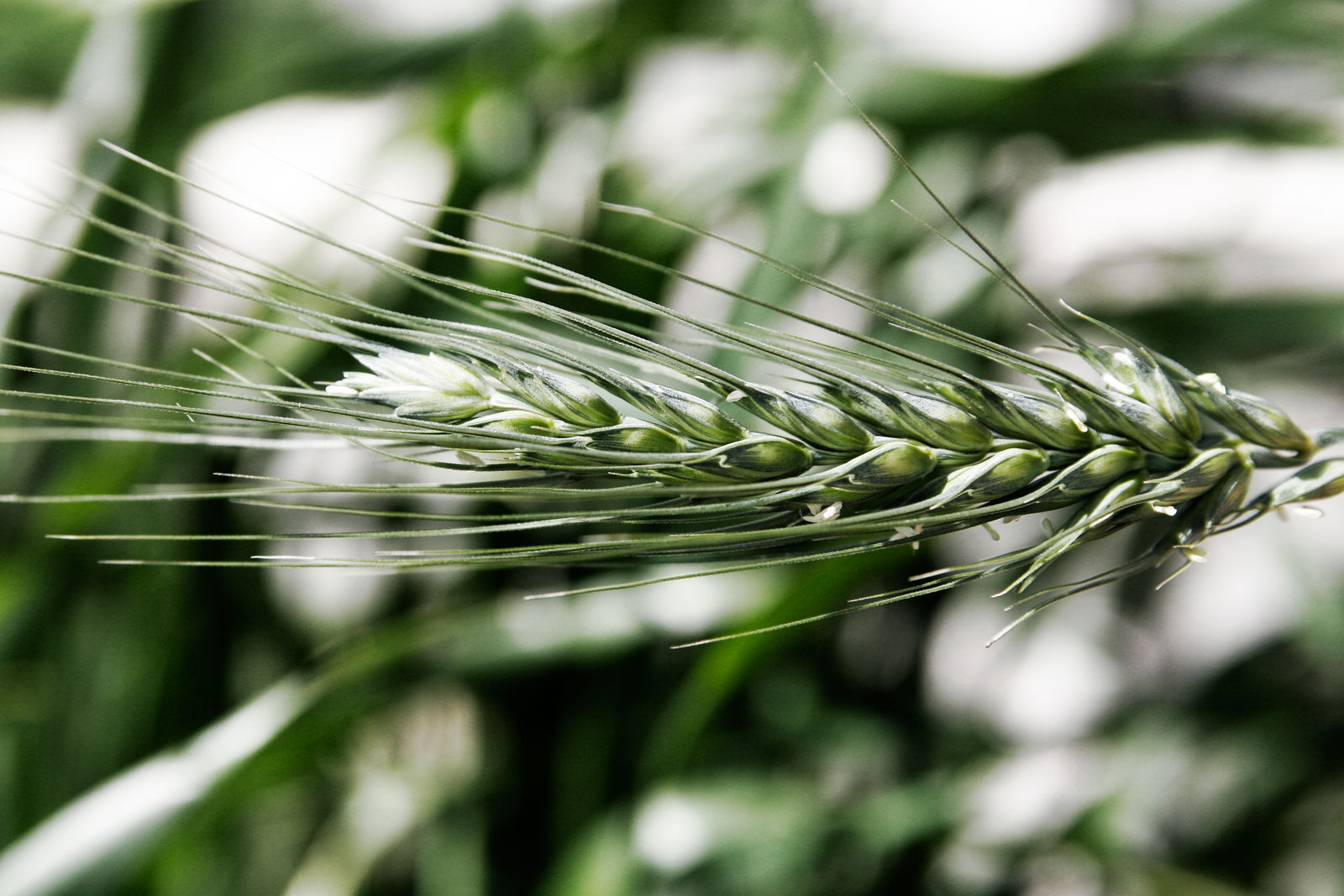
Дике жито з остюками

Остю́к, рідше ость — тонкий, загострений, іноді колючий чи пірчастий відросток на верхівці чи спинці нижньої квіткової луски чи, рідше, колосової луски у багатьох тонконогових (злаків). Остюки бувають прямими та зігнутими (колінчастими), іноді спірально скрученими (ковила, вівсюг). Мають велике значення при поширенні зернівок тонконогових (злаків) вітром чи тваринами.

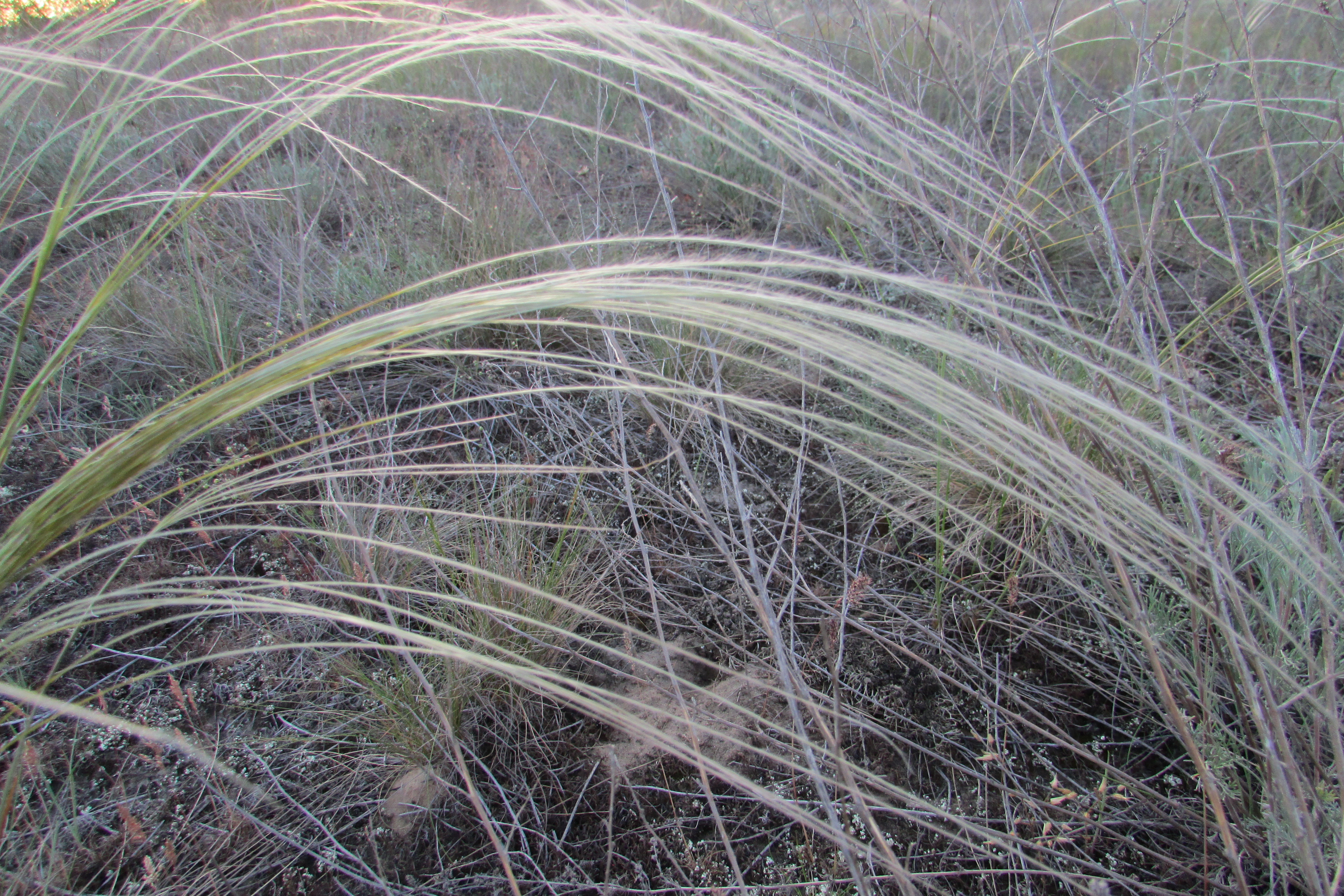
Довгий густо волосистий остюк на насінині ковили забезпечує рослині поширення вітром на великі відстані. (Національний природний парк «Олешківські піски»)

Іноді остюком називають також загострений відросток на плодах рослин родини геранієвих.